# Sound and Vision
"Sound and Vision" es una canción por el músico británico David Bowie que apareció en su álbum de 1977, Low. Fue publicado como sencillo el 11 de febrero de 1977, donde alcanzó el número 3 en las listas de Reino Unido. De acuerdo con el enfoque minimalista de Low, Bowie y el coproductor Tony Visconti grabaron originalmente la canción como un instrumental, a excepción de los coros (interpretados por la esposa de Visconti, Mary Hopkin). Bowie luego grabó su parte después de que el resto de la banda dejara el estudio.
Seleccionada como el primer sencillo del álbum, "Sound and Vision" fue usada por la BBC para tráileres en su momento. Esto proporcionó una exposición considerable, lo suficiente para que Bowie decidiera no hacer nada para promocionar el sencillo, y ayudó a la canción a llegar al número 3. La canción también fue un éxito en las listas de Alemania, Austria y los Países Bajos. Sin embargo, se estanco en el número 87 en Canadá, y sólo llegó al número 69 en los Estados Unidos, donde marcó el final de su pequeño éxito comercial hasta "Let's Dance" en 1983.

## Interpretaciones en vivo
A pesar de su éxito en las listas, David Bowie raramente interpretaba "Sound and Vision" en concierto hasta la década de los noventa.
La primera interpretación en vivo ocurrió en el Earl's Court en Londres el 1 de julio de 1978, en la fecha final del trayecto en el Reino Unido de la gira Isolar II.
Bowie también interpretó la canción durante la gira Sound+Vision en 1990 y durante una presentación en Live by Request en 2002.
La canción fue revivida una vez más para las giras de Heathen y Reality, desde 2002 hasta 2004. Bowie cantó "Sound and Vision" por última vez el 30 de marzo de 2004 en el Fleet Center en Boston, Massachusetts.

## Versiones en vivo
- Una versión grabada en el Centro de Exhibiciones Earls Court en Londres durante la gira Isolar II el 1 de julio de 1978, fue incluida en Rarestonebowie y Welcome to the Blackout (Live London '78).[8]

## Otros lanzamientos
- La canción fue publicado como sencillo junto con "A New Career in a New Town" como lado B el 11 de febrero de 1977.[2]
- La canción ha aparecido en numerosos álbumes compilatorios de David Bowie:
  - The Best of Bowie (1980)
  - Changestwobowie (1981)
  - Sound + Vision (1989)
  - Changesbowie (1990)
  - The Singles Collection (1993)
  - The Best of David Bowie 1974/1979 (1997)
  - Best of Bowie (2002)
  - The Platinum Collection (2006)
  - Nothing has changed. (2014)
  - Bowie Legacy (2016)
- En febrero de 2013 un nuevo remix de "Sound and Vision" fue anunciado. Fue creado por Sonjay Prabhakar para un anuncio del Sony Xperia Z. Fue publicado como una descarga digital el 7 de octubre del mismo año.[9]
- La canción aparece en la banda sonora de la película de 2018, Beautiful Boy.[10]

## Lista de canciones
Todas las canciones escritas por David Bowie.
Versión original
1. "Sound and Vision" – 3:04
2. "A New Career in a New Town" – 2:55

David Bowie vs 808 State (1991)
1. "Sound and Vision" (808 Gift mix) – 4:00
2. "Sound and Vision" (808 'lectric Blue remix instrumental) – 4:09
3. "Sound and Vision" (Davis Richards remix) – 4:42
4. "Sound and Vision" (versión original) – 3:04

Sound and Vision (2013)
1. "Sound and Vision 2013" – 1:50
2. "Sound and Vision" – 3:04

## Créditos
Créditos adaptados desde las notas del álbum.
- David Bowie – voz principal y coros, saxofón, Chamberlin
- Ricky Gardiner – guitarra líder
- Carlos Alomar – guitarra rítmica
- George Murray – bajo eléctrico
- Brian Eno – sintetizador
- Dennis Davis – batería, percusión
- Mary Hopkin – coros
- Roy Young – piano

## Posicionamiento
| Gráficas (1977)                       | Pico de posición |
| ------------------------------------- | ---------------- |
| Austria (Ö3 Austria Top 40)           | 15               |
| Bélgica (Flandes) (Ultratop 50)       | 3                |
| Bélgica (Valonia) (Ultratop 50)       | 11               |
| Canadá (Canadian Hot 100)             | 87               |
| Países Bajos (Mega Single Top 100)    | 2                |
| Nueva Zelanda (Recorded Music NZ)     | 7                |
| Reino Unido (Official Charts Company) | 3                |
| Estados Unidos (Billboard Hot 100)    | 69               |
| Alemania (Offizielle Deutsche Charts) | 6                |